# Rosalie Vaillancourt
Pour les articles homonymes, voir Vaillancourt.
Vous pouvez aider à l'améliorer ou bien discuter des problèmes sur sa page de discussion.
- Il ne cite pas suffisamment ses sources. Vous pouvez indiquer les passages à sourcer avec {{référence nécessaire}} ou {{Référence souhaitée}}, et inclure les références utiles en les liant aux notes de bas de page. (Marqué depuis novembre 2016)
- Il doit être recyclé. La réorganisation et la clarification du contenu sont nécessaires. (Marqué depuis décembre 2017)

- Archive Wikiwix
- Bing
- Cairn
- DuckDuckGo
- E. Universalis
- Gallica
- Google
- G. Books
- G. News
- G. Scholar
- Persée
- Qwant
- (zh) Baidu
- (ru) Yandex
- (wd) trouver des œuvres sur Wikidata

Rosalie Vaillancourt, née le 13 novembre 1992 à Saint-Hyacinthe, est une humoriste, comédienne et chanteuse québécoise.

## Biographie
Fille d'Alain Vaillancourt et de Christiane Girard, Rosalie Vaillancourt vit toute son enfance à Saint-Hyacinthe. À l'école primaire, elle apprend les rudiments du théâtre.
Au cégep, elle doit faire un choix entre ses deux passions: la scène ou le sport. Elle opte pour le théâtre, malgré les nombreuses offres de bourses d'études dans les universités américaines.Elle est expulsée de son école de théâtre à Saint-Hyacinthe avant la fin de son parcours. C'est en dernier recours qu'elle décide de se lancer en humour.
Elle s'inscrit à l'École nationale de l'humour, parrainée par Phil Roy et Benjamin Joannisse. Elle est admise dès son premier essai.[réf. nécessaire]
Dès sa sortie de l'école[réf. nécessaire] elle est la tête d'affiche du spectacle New Girls, présenté à l'édition 2015 de Zoofest. L'année suivante, toujours à Zoofest, elle présente son premier spectacle solo, autoproduit[réf. nécessaire] intitulé Rosalie Vaillancourt: La Comédie musicale. Le 21 juillet 2021, elle annonce sur les réseaux sociaux qu’elle est enceinte de quatre mois d'une petite fille.
À 27 ans, Rosalie Vaillancourt fait son premier spectacle d’humour qui s’intitule Enfant roi.
Son deuxième spectacle MILF aborde des aspects de sa vie dont sa grossesse, l’allaitement et la maternité.
En 2025, elle remporte l’Olivier du spectacle de l’année au gala des Olivier.

### Sur Internet
Sa carrière s'envole à la suite du succès de sa web-série Rosalie. Il s'agit d'une série de sept épisodes, co-écrite avec Charles-Alex Durand, dans laquelle elle offre des trucs aux spectatrices pour se débarrasser de leur conjoint, interprété par Pierre-Yves Roy-Desmarais.
Ses premiers contrats à la télévision lui sont offerts grâce au succès de la série sur Internet.[réf. nécessaire]
À l'automne 2017, Rosalie lance une nouvelle web-série intitulée Avant d'être morte. N'ayant pas répondu à une chaîne de lettre, Rosalie mourra dans 7 jours. Elle décide donc de vivre à fond ses derniers instants sur terre en réalisant tout ce qu'elle a toujours voulu avant d'être morte. La série est réalisée par Alec Pronovost et co-produite par la corp. La série marque aussi la première expérience de Rosalie à titre de productrice.[réf. nécessaire]

### À la télévision
Elle commence à la télévision dans l'émission CTRL à MusiquePlus, qui ne reviendra pas pour une deuxième saison. Puis, le public la découvre grâce[réf. nécessaire] à son rôle de Rosalie dans Le Monde selon Thomas Gauthier.'. On peut la voir dans Conseils de famille à Télé-Québec, dans sa série Avant d'être morte et dans la distribution de l'émission à sketchs Le Nouveau Show à Radio-Canada,. Elle a participé à l’émission Sortez-moi d’ici en 2024. L’année suivante, elle anime la troisième saison de l’émission en compagnie de Guy Jodoin.

### Vie privée
Rosalie Vaillancourt est fiancée avec Olivier Auger depuis décembre 2020. Malheureusement, en raison d'évènements difficiles dans leur vie personnelle, les jeunes fiancés prennent la décision de reporter leur mariage. La mort du père d'Olivier, la pandémie de Covid-19 et l'annonce de la grossesse de l'humoriste motivent leur décision. Elle donne naissance à sa fille Marguerite Auger Vaillancourt le 22 décembre 2021. Les fiancés se marient en février 2024.

## Filmographie

### Albums
- 2016: Rosalie Vaillancourt: La Comédie musicale (GABA productions)

### Télévision
- 2015 - 2016 : CTRL: Elle-même
- 2015 - 2016 : Le Monde selon Thomas Gauthier: Rosalie
- 2016 : Le Nouveau Show
- 2016 : En route vers mon premier gala Juste pour rire (finaliste)
- 2016 : ComediHa! Comédie Club
- 2016 : Papa (Sur le web et à la télé): La fille du paintball[réf. nécessaire]
- 2016 : Conseils de famille: Alexandra[16]
- 2019 : Le Killing: Slingshot
- 2020 : Les Suppléants
- 2020 : La semaine des 4 Julie (Rosalie, collaboratrice)
- 2021 : Complètement Lycée
- 2024 : Sortez-moi d'ici (téléréalité)
- 2025 : Sortez-moi d’ici! (téléréalité) – animatrice avec Guy Jodoin[17]

## Honneurs
- 2015 : Gala de la relève de l'humour, Découverte de l'année[réf. nécessaire]
- 2017 : Prix du jury et prix du public du concours de la relève du Festival d'humour de l'Abitibi-Témiscamingue[18]
- 2022 : Prix Gémeaux du meilleur premier rôle pour une émission ou série produite pour les médias numériques[19]
- 2025 : Olivier du spectacle de l’année (MILF)